# Olga Sedakova
Olga Sedakova –en ruso, Ольга Седакова– (6 de marzo de 1972) es una deportista rusa que compitió en natación sincronizada.
Ganó tres medallas de oro en el Campeonato Mundial de Natación de 1998, y nueve medallas de oro en el Campeonato Europeo de Natación entre los años 1991 y 1997.

## Palmarés internacional
| Representando a la URSS |                         |                |        |
| Campeonato Europeo      |                         |                |        |
| Año                     | Lugar                   | Medalla        | Prueba |
| 1991                    | Atenas (Grecia)         | Medalla de oro | Solo   |
| 1991                    | Atenas (Grecia)         | Medalla de oro | Dúo    |
| 1991                    | Atenas (Grecia)         | Medalla de oro | Equipo |
| Representando a Rusia   |                         |                |        |
| Campeonato Mundial      |                         |                |        |
| Año                     | Lugar                   | Medalla        | Prueba |
| 1998                    | Perth (Australia)       | Medalla de oro | Solo   |
| 1998                    | Perth (Australia)       | Medalla de oro | Dúo    |
| 1998                    | Perth (Australia)       | Medalla de oro | Equipo |
| Campeonato Europeo      |                         |                |        |
| Año                     | Lugar                   | Medalla        | Prueba |
| 1993                    | Sheffield (Reino Unido) | Medalla de oro | Solo   |
| 1993                    | Sheffield (Reino Unido) | Medalla de oro | Dúo    |
| 1993                    | Sheffield (Reino Unido) | Medalla de oro | Equipo |
| 1995                    | Viena (Austria)         | Medalla de oro | Solo   |
| 1995                    | Viena (Austria)         | Medalla de oro | Equipo |
| 1997                    | Sevilla (España)        | Medalla de oro | Solo   |